# Synagoge (Úštěk)

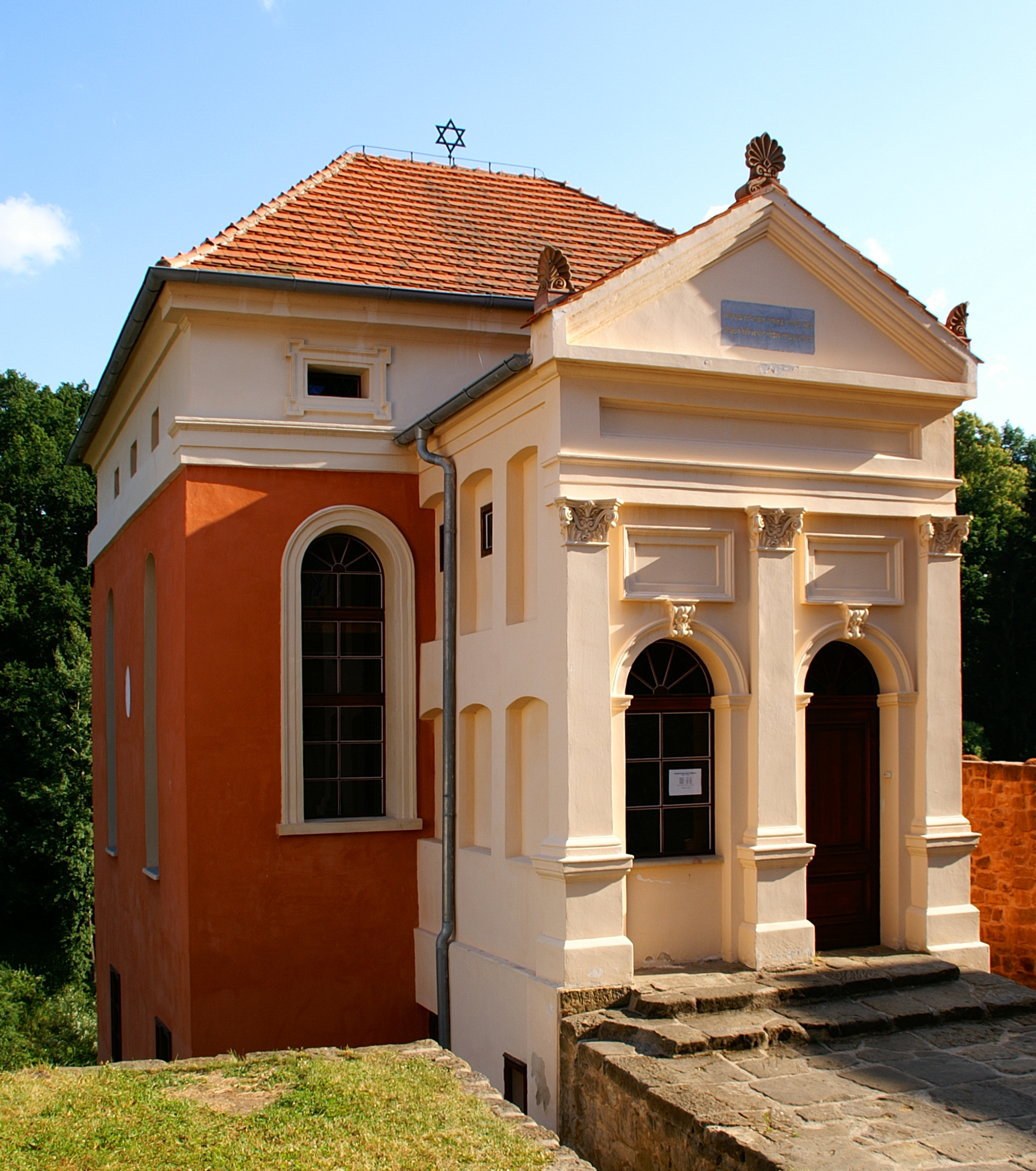
Synagoge in Úštěk

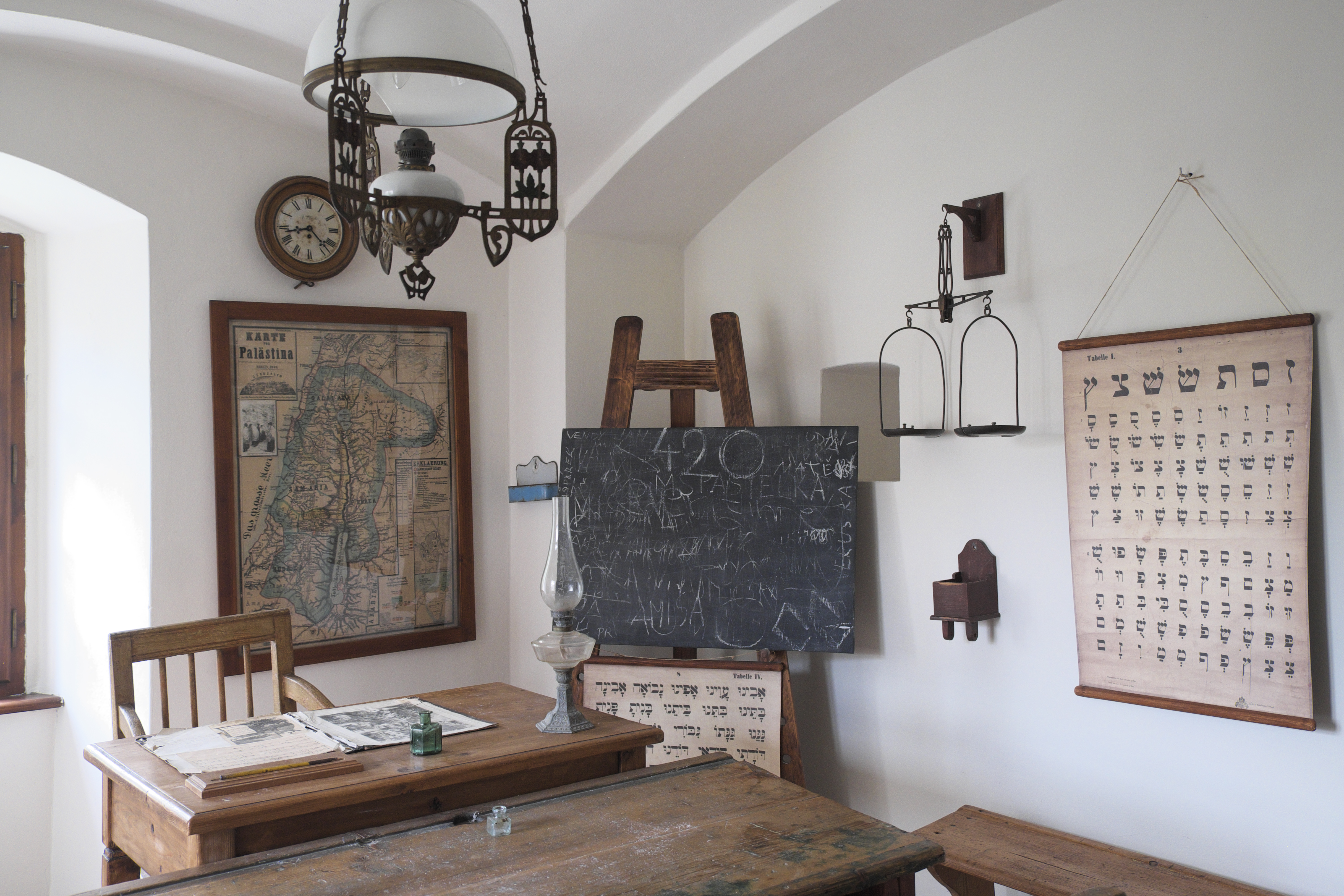
Schulraum im Untergeschoss der Synagoge

Die Synagoge in Úštěk (deutsch Auscha), einer Stadt im Ústecký kraj in Tschechien, wurde 1794 errichtet. Die profanierte Synagoge ist seit 1958 ein geschütztes Kulturdenkmal.

## Geschichte
Nachdem die aus Holz gebaute Synagoge 1793 Opfer eines Brandes wurde, errichtete die jüdische Gemeinde Auscha ein Jahr später einen Nachfolgebau aus heimischem Sandstein. Er wurde im Laufe der Zeit mehrfach verändert und bis in die 1930er Jahre für den Gottesdienst genutzt.
Das Synagogengebäude überdauerte die Zeit des Nationalsozialismus fast unbeschädigt. Ab Ende der 1990er Jahre wurde das Gebäude saniert, das heute als Museum dient.

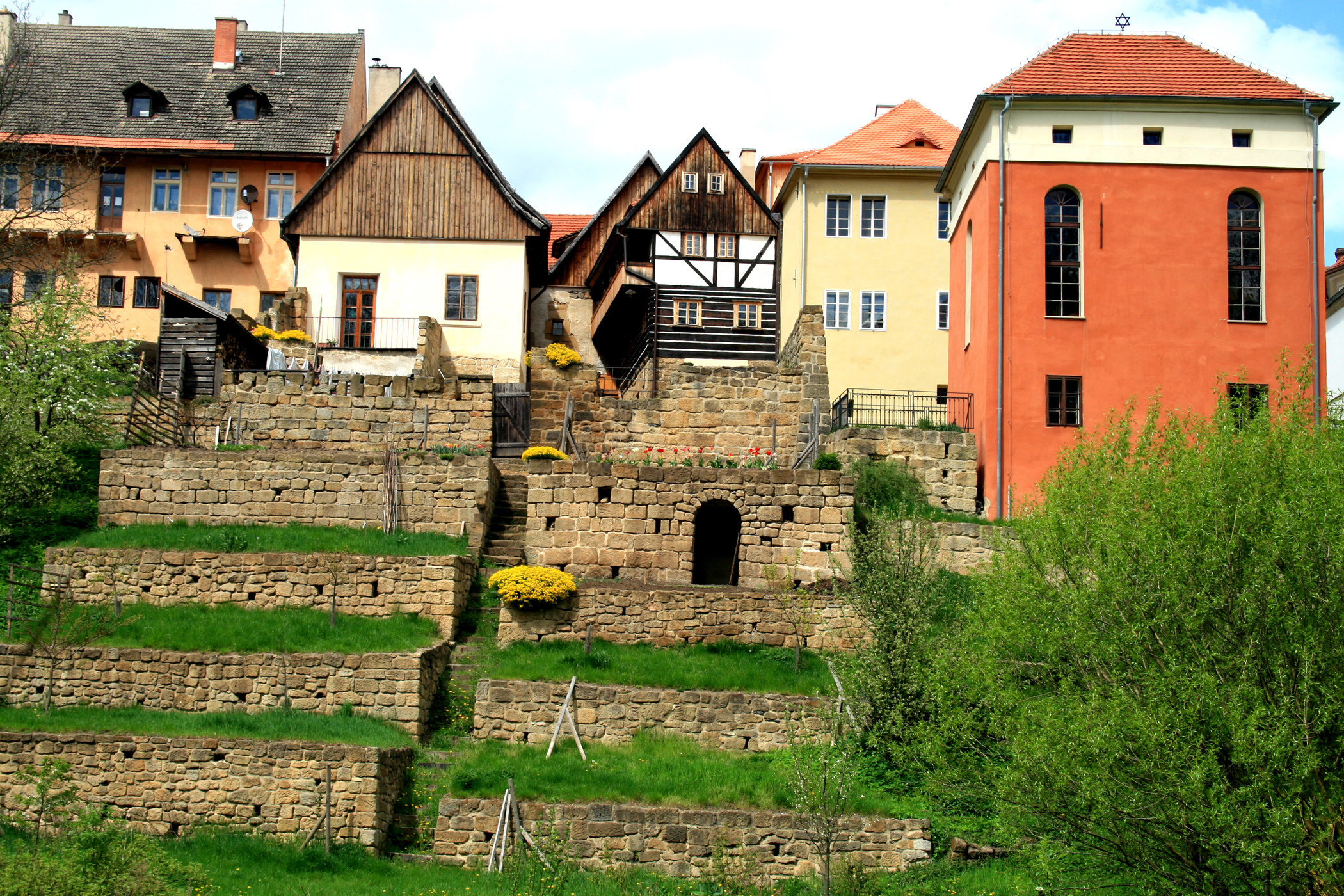
Rückseite der Synagoge, links daneben das Rabbinerhaus